# Gilles Bouvard
Pour les articles homonymes, voir Bouvard.
Gilles Bouvard (né le  30 octobre 1969 à Bourg-en-Bresse) est un ancien coureur cycliste professionnel français.

## Palmarès

### Palmarès amateur
- 1988
  - 2e du Circuit de l'Auxois
- 1989
  - 3e du Circuit de l'Auxois
- 1990
  - 4e étape du Tour de la Dordogne
  - 2e du Tour de la Dordogne
  - 3e de Paris-Vierzon
- 1991
  - 1re étape des Quatre Jours de l'Aisne
- 1993
  - Paris-Mantes
  - Ronde de Champagne
  - Tour de Seine-et-Marne :
    - Classement général
    - 3e étape (contre-la-montre)

  - 1re et 3e étapes du Tour de Corrèze
  - 2e du Tour de Corrèze
  - 2e des Quatre Jours de l'Aisne
  - 3e du Grand Prix de Saint-Étienne Loire

### Palmarès professionnel
- 1996
  - 3e étape du Critérium du Dauphiné libéré
- 1997
  - 2eb étape du Tour méditerranéen (contre-la-montre par équipes)
  - 1re étape du Tour du Limousin
  - 2e du Grand Prix d'ouverture La Marseillaise
  - 2e du Tour du Limousin
- 1998
  - 2e du Grand Prix de la ville de Rennes
- 1999
  - 10e du Critérium du Dauphiné libéré
- 2001
  - 4e étape du Tour du Limousin
  - 3e du Regio-Tour
- 2003
  - 2e du Grand Prix de la ville de Rio Saliceto et Correggio

## Résultats sur les grands tours

### Tour de France
4 participations
- 1995 : 63e
- 1996 : abandon (8e étape)
- 2001 : 53e
- 2004 : 128e

### Tour d'Espagne
1 participation
- 2000 : abandon (11e étape)